# North Webster
North Webster és una població dels Estats Units a l'estat d'Indiana. Segons el cens del 2000 tenia 1.067 habitants.

## Demografia
Segons el cens del 2000, North Webster tenia 1.067 habitants, 446 habitatges, i 297 famílies. La densitat de població era de 572,2 habitants/km².
Dels 446 habitatges en un 27,1% hi vivien nens de menys de 18 anys, en un 52,9% hi vivien parelles casades, en un 10,5% dones solteres, i en un 33,4% no eren unitats familiars. En el 27,6% dels habitatges hi vivien persones soles el 15,2% de les quals corresponia a persones de 65 anys o més que vivien soles. El nombre mitjà de persones vivint en cada habitatge era de 2,35 i el nombre mitjà de persones que vivien en cada família era de 2,85.
Per edats la població es repartia de la següent manera: un 23% tenia menys de 18 anys, un 7,6% entre 18 i 24, un 27,5% entre 25 i 44, un 23,3% de 45 a 60 i un 18,7% 65 anys o més.
L'edat mediana era de 40 anys. Per cada 100 dones de 18 o més anys hi havia 85,1 homes.
La renda mediana per habitatge era de 39.038 $ i la renda mediana per família de 46.094 $. Els homes tenien una renda mediana de 36.406 $ mentre que les dones 22.344 $. La renda per capita de la població era de 18.824 $. Entorn del 3,8% de les famílies i el 6,5% de la població estaven per davall del llindar de pobresa.

## Poblacions més properes
El següent diagrama mostra les poblacions més properes.